# فرودگاه ناپاسکیاک
فرودگاه ناپاسکیاک (به انگلیسی: Napaskiak Airport) یک فرودگاه همگانی با کد یاتا PKA است که یک باند فرود شن دارد و طول باند آن ۹۱۴ متر است. این فرودگاه در شهر ناپاسکیاک، آلاسکا کشور ایالات متحده آمریکا قرار دارد و در ارتفاع ۷ متری از سطح دریا واقع شده‌است.